# Caloptilia mastopis
Caloptilia mastopis är en fjärilsart som först beskrevs av Edward Meyrick 1918.  Caloptilia mastopis ingår i släktet Caloptilia och familjen styltmalar. Inga underarter finns listade i Catalogue of Life.